# Vladimir Cheburin
Vladimir Nikolaevich Cheburin (in russo Влади́мир Никола́евич Чебу́рин?; Karaganda, 7 luglio 1965) è un allenatore di calcio ed ex calciatore kazako, di ruolo difensore, tecnico dello Žalgiris.

## Carriera
L'8 settembre 2016 sostituisce Aleksandar Veselinović sulla panchina del Sūduva. Per il tecnico kazako si tratta di un ritorno in Lituania, dopo la precedente esperienza alla guida del Kruoja nel 2014. Nel 2017 guida la squadra alla vittoria del campionato, il primo nella storia del Sūduva.
Dopo aver archiviato il treble domestico, vincendo il campionato – il terzo consecutivo – la Coppa di Lituania e la Supercoppa, il 22 dicembre 2019 la società comunica che il contratto con il tecnico non verrà rinnovato. Alla guida del Sūduva ha vinto tre campionati, una Coppa di Lituania e due Supercoppe.
L'11 gennaio 2021 viene ingaggiato dallo Žalgiris, firmando un contratto annuale con opzione di rinnovo. Il 27 luglio 2022 lo Žalgiris vince 0-2 in casa del Malmö FF nella partita di ritorno del secondo turno di qualificazione alla fase a gironi della UEFA Champions League – dopo aver battuto 1-0 gli svedesi nella gara di andata – assicurandosi un posto in Conference League, diventando la prima squadra lituana a partecipare alla fase a gironi di una competizione europea.

## Statistiche

### Statistiche da allenatore
Statistiche aggiornate al 1º settembre 2024. In grassetto le competizioni vinte.
| Stagione                 | Squadra                  | Campionato               | Campionato | Campionato | Campionato | Campionato | Coppe nazionali | Coppe nazionali | Coppe nazionali | Coppe nazionali | Coppe nazionali | Coppe continentali | Coppe continentali | Coppe continentali | Coppe continentali | Coppe continentali | Altre coppe | Altre coppe | Altre coppe | Altre coppe | Altre coppe | Totale | Totale | Totale | Totale | % Vittorie | Piazzamento       |
| Stagione                 | Squadra                  | Comp                     | G          | V          | N          | P          | Comp            | G               | V               | N               | P               | Comp               | G                  | V                  | N                  | P                  | Comp        | G           | V           | N           | P           | G      | V      | N      | P      | %          | Piazzamento       |
| ------------------------ | ------------------------ | ------------------------ | ---------- | ---------- | ---------- | ---------- | --------------- | --------------- | --------------- | --------------- | --------------- | ------------------ | ------------------ | ------------------ | ------------------ | ------------------ | ----------- | ----------- | ----------- | ----------- | ----------- | ------ | ------ | ------ | ------ | ---------- | ----------------- |
| 2008                     | Shahter Qaraǵandy        | PL                       | 5          | 3          | 2          | 0          | CK              | -               | -               | -               | -               | -                  | -                  | -                  | -                  | -                  | -           | -           | -           | -           | -           | 5      | 3      | 2      | 0      | 60,00      | sub., 7º          |
| 2009                     | Shahter Qaraǵandy        | PL                       | 26         | 18         | 3          | 5          | CK              | 8               | 5               | 1               | 2               | -                  | -                  | -                  | -                  | -                  | -           | -           | -           | -           | -           | 34     | 23     | 4      | 7      | 67,65      | 3º                |
| 2010                     | Shahter Qaraǵandy        | PL                       | 28         | 11         | 10         | 7          | CK              | 5               | 3               | 0               | 2               | UEL                | 2                  | 0                  | 0                  | 2                  | -           | -           | -           | -           | -           | 35     | 14     | 10     | 11     | 40,00      | esonerato         |
| 2011                     | Oqjetpes                 | 1L                       | 32         | 21         | 6          | 5          | CK              | 3               | 1               | 1               | 1               | -                  | -                  | -                  | -                  | -                  | -           | -           | -           | -           | -           | 35     | 22     | 7      | 6      | 62,86      | 2º (prom.)        |
| 2012                     | Oqjetpes                 | PL                       | 17         | 2          | 2          | 13         | CK              | 3               | 2               | 0               | 1               | -                  | -                  | -                  | -                  | -                  | -           | -           | -           | -           | -           | 20     | 4      | 2      | 14     | 20,00      | sub., 14º (retr.) |
| Totale Oqjetpes          | Totale Oqjetpes          | Totale Oqjetpes          | 49         | 23         | 8          | 18         |                 | 6               | 3               | 1               | 2               |                    | -                  | -                  | -                  | -                  |             | -           | -           | -           | -           | 55     | 26     | 9      | 20     | 47,27      |                   |
| 2014                     | Kruoja                   | A                        | 36         | 19         | 9          | 8          | CL              | 1               | 0               | 0               | 1               | -                  | -                  | -                  | -                  | -                  | -           | -           | -           | -           | -           | 37     | 19     | 9      | 9      | 51,35      | 2º                |
| 2015                     | Shahter Qaraǵandy        | PL                       | 10         | 1          | 2          | 7          | CK              | 1               | 0               | 0               | 1               | -                  | -                  | -                  | -                  | -                  | -           | -           | -           | -           | -           | 11     | 1      | 2      | 8      | &9,09      | esonerato         |
| Totale Shahter Qaraǵandy | Totale Shahter Qaraǵandy | Totale Shahter Qaraǵandy | 69         | 33         | 17         | 19         |                 | 14              | 8               | 1               | 5               |                    | 2                  | 0                  | 0                  | 2                  |             | -           | -           | -           | -           | 85     | 41     | 18     | 26     | 48,24      |                   |
| 2016                     | Sūduva                   | A                        | 9          | 5          | 1          | 3          | CL              | 2               | 1               | 0               | 1               | UEL                | -                  | -                  | -                  | -                  | -           | -           | -           | -           | -           | 11     | 6      | 1      | 4      | 54,55      | sub., 3º          |
| 2017                     | Sūduva                   | A                        | 33         | 21         | 8          | 4          | CL              | 4               | 3               | 1               | 0               | UEL                | 8                  | 3                  | 3                  | 2                  | -           | -           | -           | -           | -           | 45     | 27     | 12     | 6      | 60,00      | 1º                |
| 2018                     | Sūduva                   | A                        | 33         | 24         | 5          | 4          | CL              | 3               | 2               | 0               | 1               | UCL+UEL            | 4+4                | 1+1                | 0+2                | 3+1                | SL          | 1           | 1           | 0           | 0           | 45     | 29     | 7      | 9      | 64,44      | 1º                |
| 2019                     | Sūduva                   | A                        | 33         | 29         | 0          | 4          | CL              | 5               | 5               | 0               | 0               | UCL+UEL            | 2+6                | 0+4                | 1+1                | 1+1                | SL          | 1           | 1           | 0           | 0           | 47     | 39     | 2      | 6      | 82,98      | 1º                |
| Totale Sūduva            | Totale Sūduva            | Totale Sūduva            | 108        | 79         | 14         | 15         |                 | 14              | 11              | 1               | 2               |                    | 24                 | 9                  | 7                  | 8                  |             | 2           | 2           | 0           | 0           | 148    | 101    | 22     | 25     | 68,24      |                   |
| 2021                     | Žalgiris                 | A                        | 36         | 23         | 10         | 3          | CL              | 5               | 5               | 0               | 0               | UCL+UEL+UECL       | 4+2                | 2+0+0              | 0+1+1              | 2+1+1              | SL          | 1           | 0           | 1           | 0           | 50     | 30     | 13     | 7      | 60,00      | 1º                |
| 2022                     | Žalgiris                 | A                        | 36         | 26         | 6          | 4          | CL              | 5               | 5               | 0               | 0               | UCL+UEL+UECL       | 6+2+6              | 3+0+1              | 2+1+2              | 1+1+3              | SL          | 1           | 0           | 1           | 0           | 56     | 35     | 12     | 9      | 62,50      | 1º                |
| 2023                     | Žalgiris                 | A                        | 36         | 23         | 6          | 7          | CL              | 2               | 1               | 0               | 1               | UCL+UEL+UECL       | 4+2                | 1+0+0              | 2+0+0              | 1+2+2              | SL          | 1           | 0           | 1           | 0           | 47     | 25     | 9      | 13     | 53,19      | 2º                |
| 2024                     | Žalgiris                 | A                        | 27         | 18         | 6          | 3          | CL              | 2               | 1               | 0               | 1               | UECL               | 4                  | 3                  | 0                  | 1                  | -           | -           | -           | -           | -           | 33     | 22     | 6      | 5      | 66,67      | in corso          |
| Totale Žalgiris          | Totale Žalgiris          | Totale Žalgiris          | 135        | 90         | 28         | 17         |                 | 14              | 12              | 0               | 2               |                    | 34                 | 10                 | 9                  | 15                 |             | 3           | 0           | 3           | 0           | 186    | 112    | 40     | 34     | 60,22      |                   |
| Totale carriera          | Totale carriera          | Totale carriera          | 397        | 244        | 76         | 77         |                 | 49              | 34              | 3               | 12              |                    | 60                 | 19                 | 16                 | 25                 |             | 5           | 2           | 3           | 0           | 511    | 299    | 98     | 114    | 58,51      |                   |

## Palmarès

### Club

#### Competizioni nazionali
- Campionato lituano: 6

Sūduva: 2017, 2018, 2019
Žalgiris: 2021, 2022, 2024
- Coppa di Lituania: 3

Sūduva: 2019
Žalgiris: 2021, 2022
- Supercoppa di Lituania: 3

Sūduva: 2018, 2019
Žalgiris: 2023